# Curchi, Orhei
Curchi este un sat din cadrul comunei Vatici din raionul Orhei, Republica Moldova.

## Mănăstirea din localitate

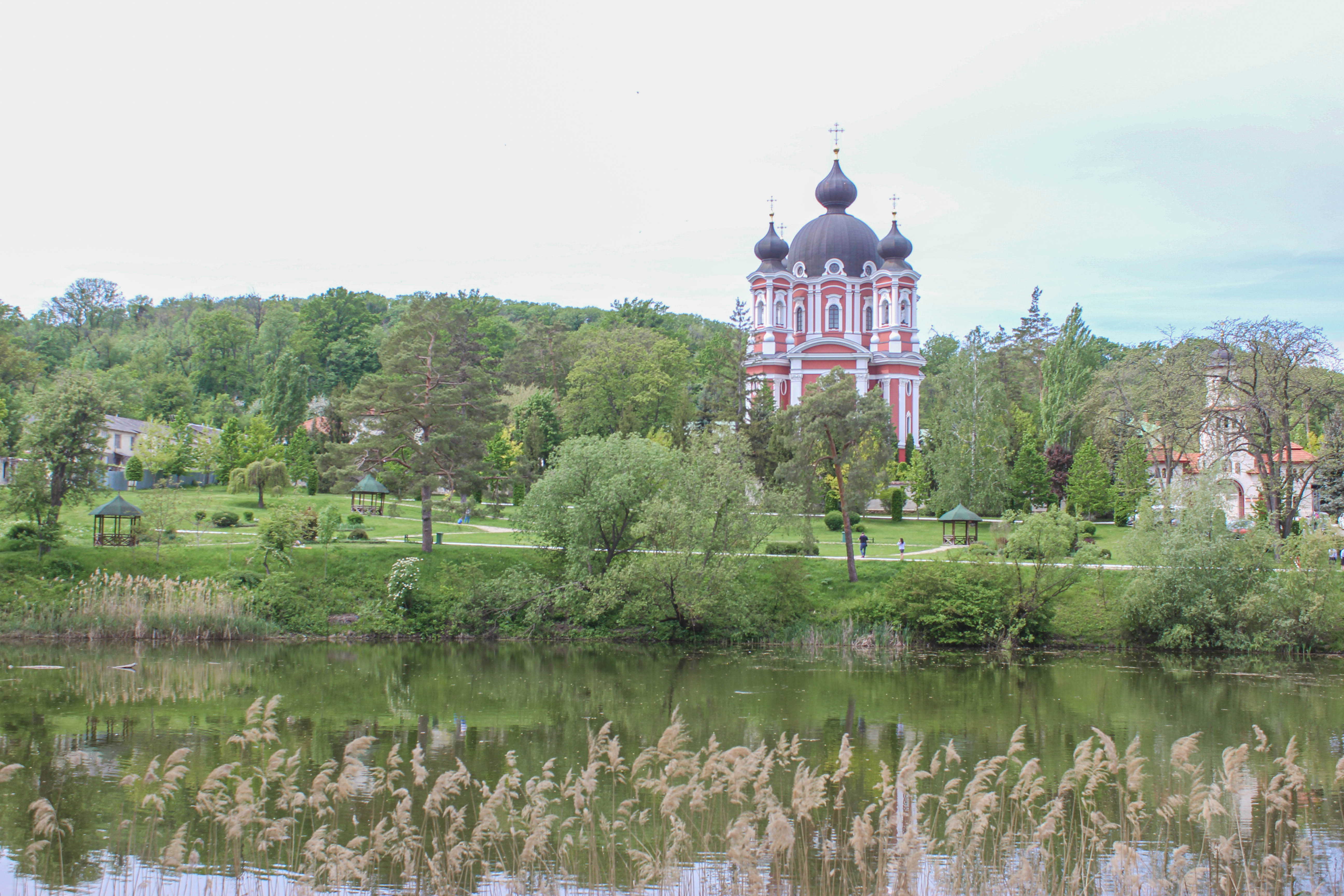
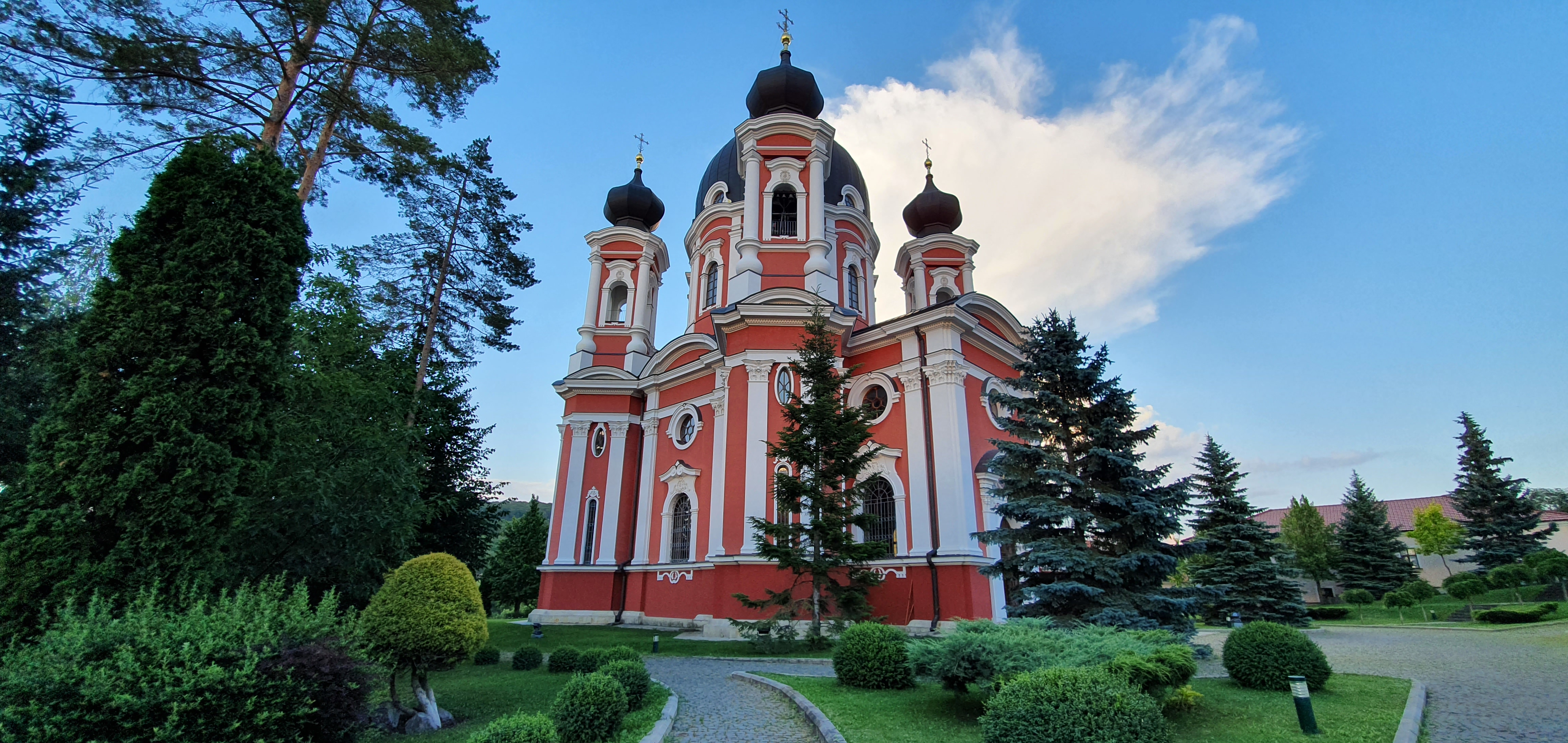
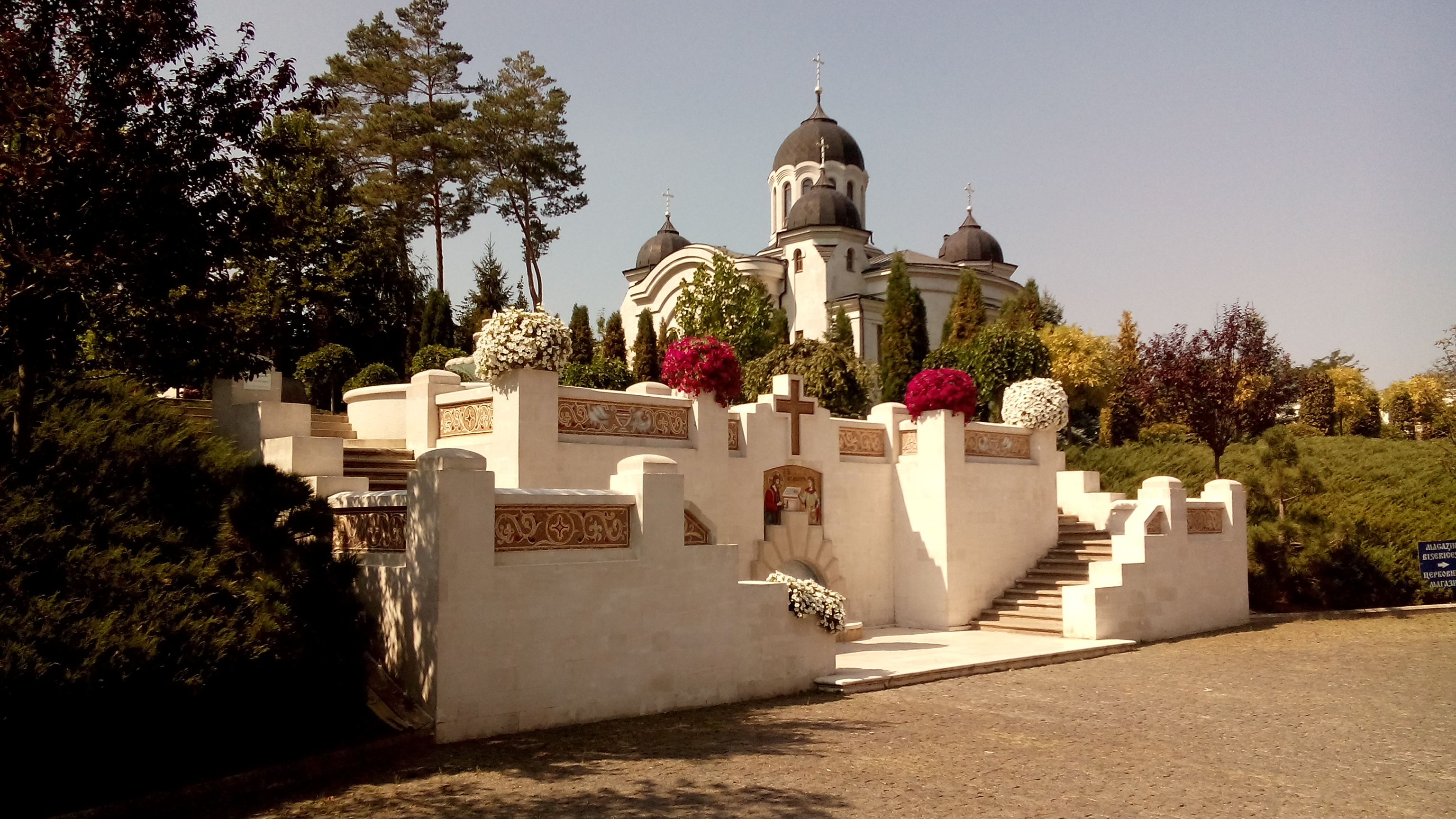
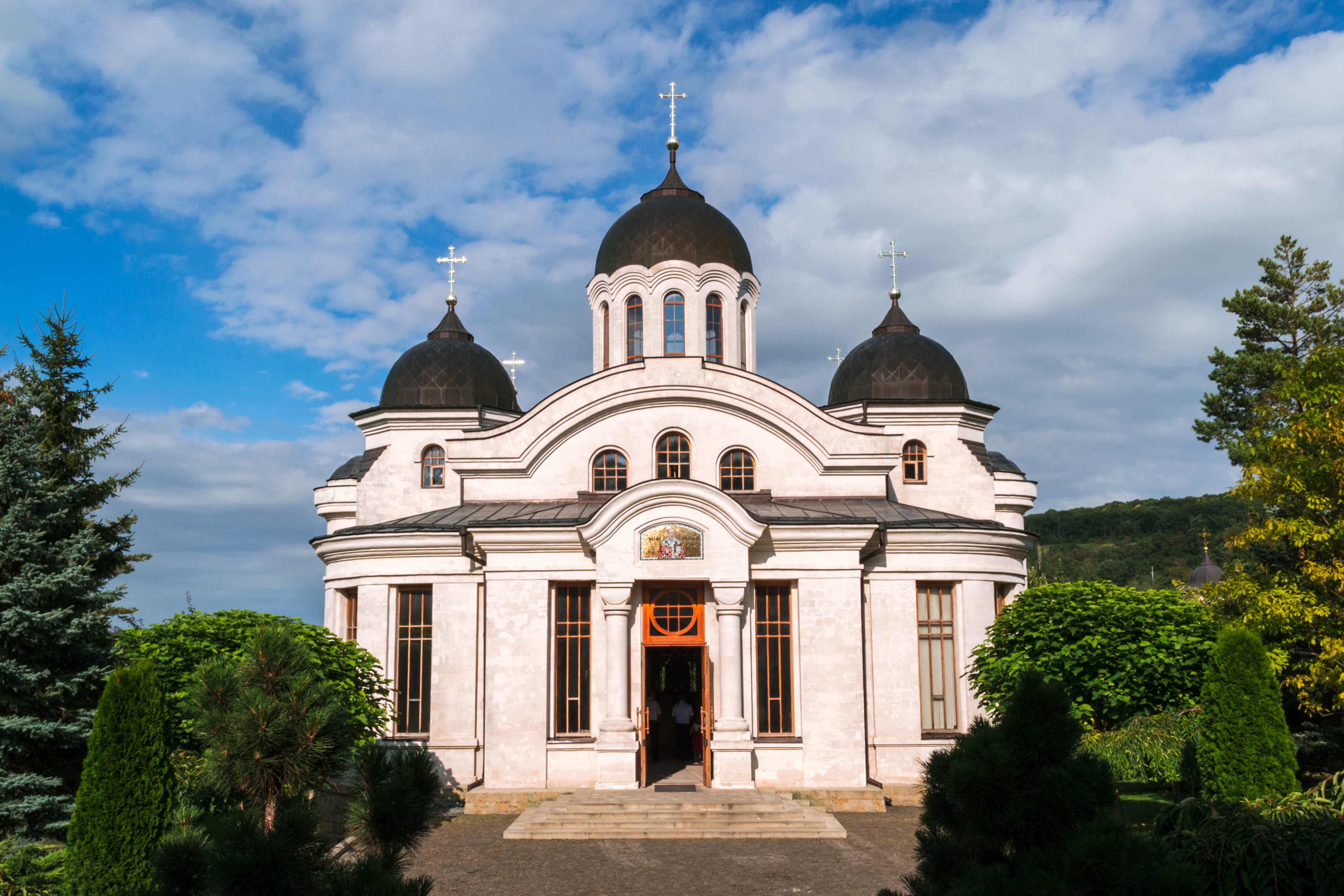
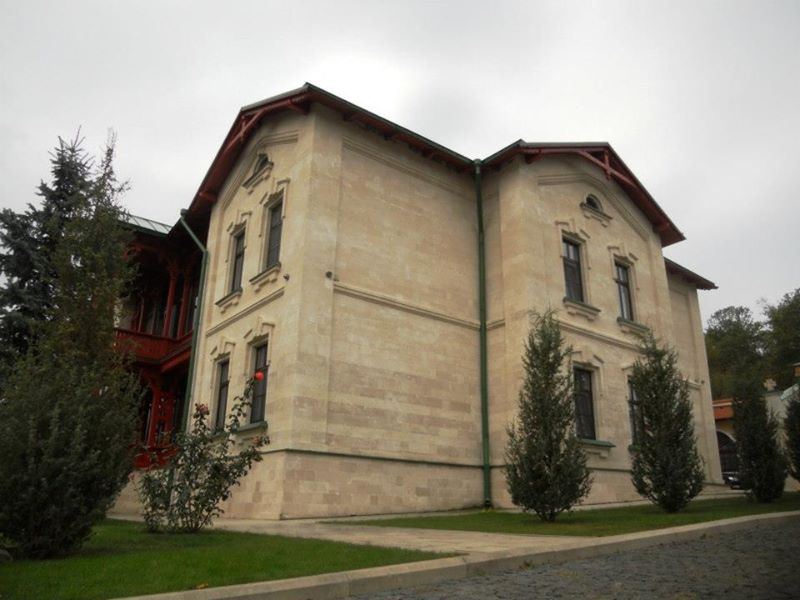
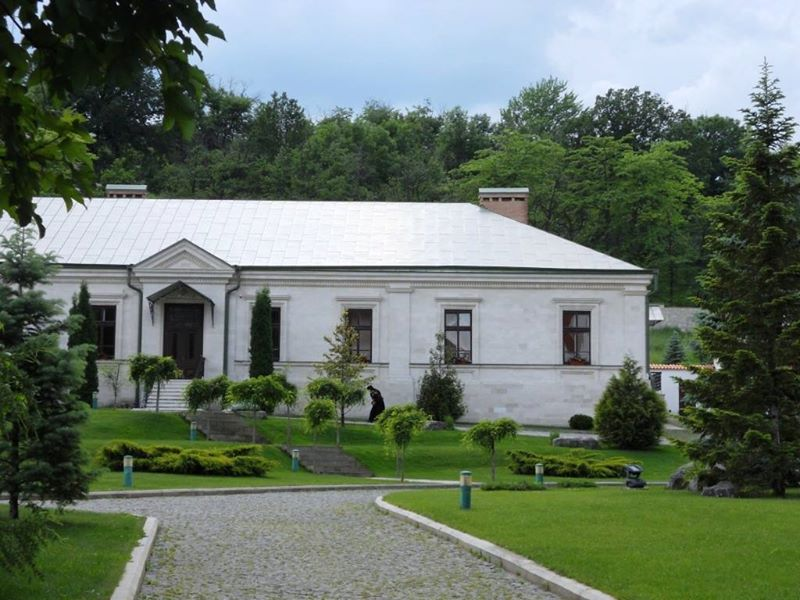
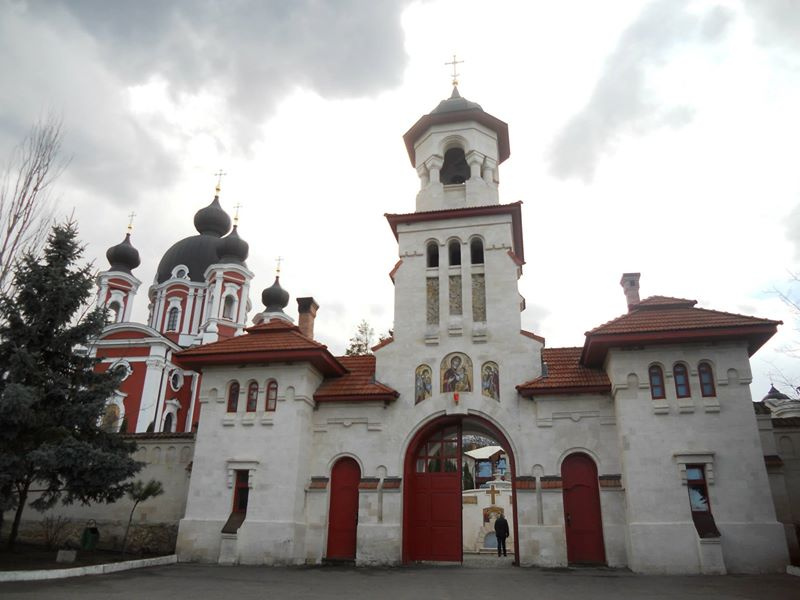